# Ostreoidea
Super-famille
Synonymes
Ostreacea
Ostreoidea est le nom scientifique d'une super-famille qui regroupe des genres de coquillages évoquant l'huître, dont Ostrea edulis, l'huître indigène européenne. Certaines de ces huîtres constituaient des bancs importants qui ont donné lieu à des roches calcaires très fossilifères.

## Taxonomie
Les familles de Ostreoidea étaient considérés comme faisant partie de Pterioidea, mais sont maintenant classées comme Ostreoida Raf., 1815 parce que ce sont des familles d'huîtres « vraies » (dont les espèces commerciales destinées à la consommation), tandis que les familles de Pterioidea sont des huîtres perlières tropicales.
Ce groupe au caractère polymorphe n'est pas encore consensuellement défini du point de vue de la systématique.
Selon World Register of Marine Species (18 avril 2016) :
- famille Gryphaeidae Vialov, 1936 -- gryphées
- famille Ostreidae Rafinesque, 1815 -- huîtres
- famille Arctostreidae Vialov, 1983 †
- famille Eligmidae Gill, 1871 †

## Galerie

Pycnodonte vesicularis (Gryphaeidae)
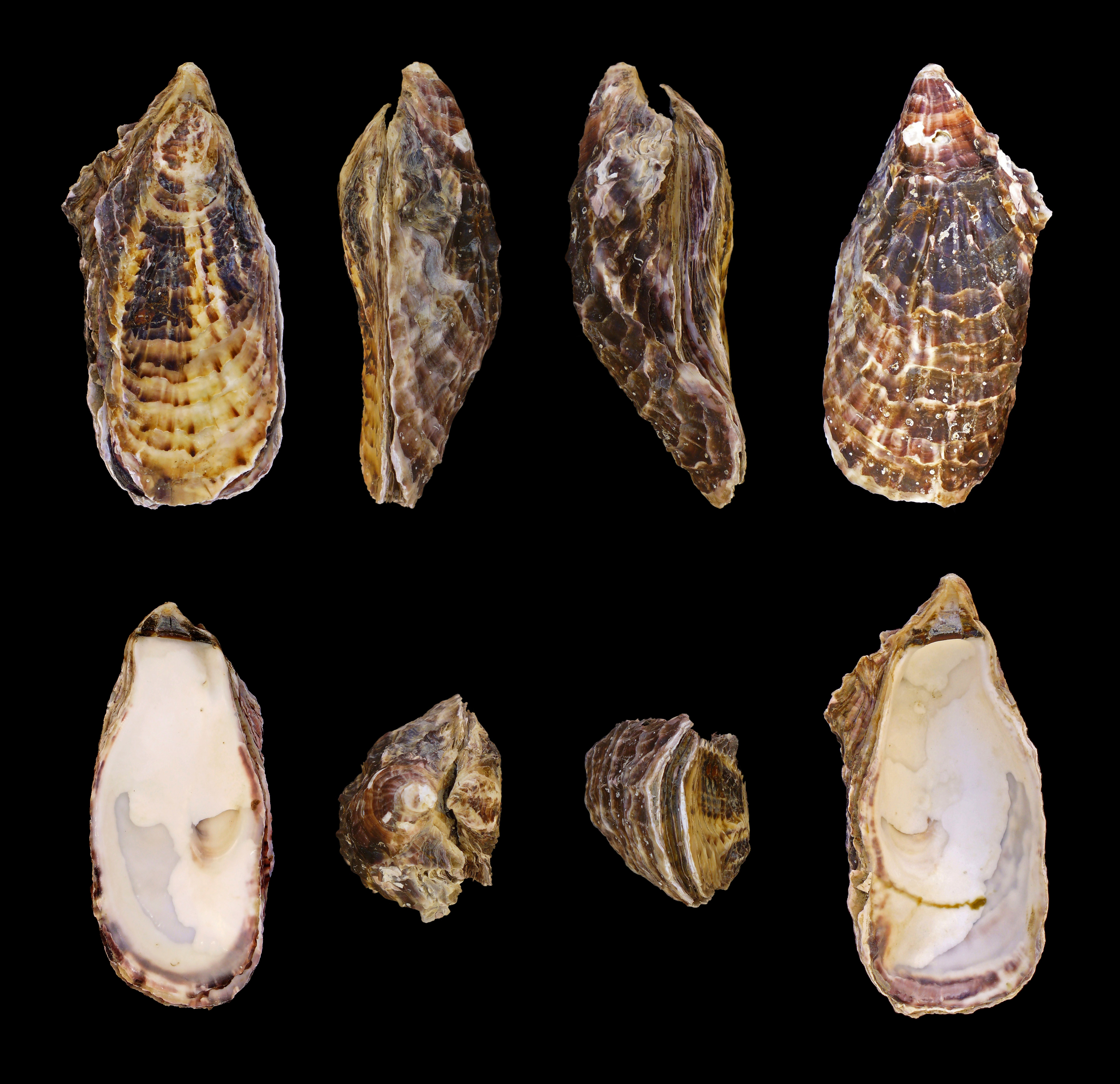
Crassostrea gigas (Ostreidae)

## Intérêt pour la géologie et l'étude des paléoenvironnements
Cette super-famille, bien que d'une diversité moyenne, a connu un grand succès biologique (en termes de biomasse produite et de nombre d’individus fossilisés dans certaines coupes géologiques), ce qui a justifié une thèsepour étudier son intérêt paléographique. Les formes fossiles de cette superfamille présentent une grande stabilité morphologique des espèces au cours du temps et elles pourraient en effet aider à la datation de roches anciennes, tout en présentant un intérêt comme biomarqueur ou marqueur paléoenvironnemental.
La coquille de ces huîtres pourrait être utilisées (via des analyses des isotopes stables C&O) dans leurs stries de croissance pour mieux comprendre les interactions passées entre océan et climat. Une pycnodonte contemporaine bioconstructrice (Pycnodonte biauriculata) a été étudiée de ce point de vue pour caler des modèles d'analyse rétroactive basés sur l'étude de fossiles (analyse sclérochronologique, c'est-à-dire des incréments coquilliers qui font la croissance de la coquille de l'espèce).